# Teagan Presley
Teagan Presley (ur. 24 lipca 1985 w Houston) – amerykańska aktorka pornograficzna. Jej pseudonim w pewnym stopniu pochodzi od rodziców, którzy początkowo chcieli nazwać ją Teagan, a częściowo jako hołd złożony Lisie Marie Presley.

## Życiorys

### Wczesne lata
Urodziła się w Houston w stanie Teksas. W wieku 15 lat wraz z rodzicami przeprowadziła się do San Diego w Kalifornii. W szkole średniej była już popularną dziewczyną jako część drużyny cheerleaderek. W San Diego uczestniczyła w zawodach cheerleaderek. W części pobliskich lokali odbywała się konwencja o gwiazdach porno; co za tym idzie przeszła jej przez myśl kariera w branży porno, aby pomóc finansowo sobie i swojemu chłopakowi. Pomimo dezaprobaty jej działań, sięgnęła dalej do branży rozrywkowej dla dorosłych i odszukała agenta online.

### Kariera
Pracowała w klubie ze striptizem i zaczęła pracować w rozrywce dla dorosłych, była to zemsta na jej byłym chłopaku. Krótko po ukończeniu 18 lat nakręciła swoją pierwszą scenę seksu z Joelem Lawrence w filmie dla dorosłych zatytułowanym Just Over Eighteen #10 (2004), dla Red Light District Video. Występowała w 70 filmowych scenach w ciągu następnych ośmiu miesięcy, z których wiele zawierało seks analny.
Pod koniec 2004 roku podpisała ekskluzywny, trzyletni kontrakt ze studiem produkcyjnym Digital Playground.
W październiku 2008 roku została zaproszona przez Digital Playground do organizacji czerwonego dywanu na premierze filmu Pirates II: Stagnetti’s Revenge.
Pojawiła się też w serialu HBO Ekipa (Entourage, 2005). W październiku 2008 Presley została uznana przez magazyn Nightmoves za najlepszy tancerkę o najlepszych warunkach. W styczniu 2009 roku została nazwana ulubienicą magazynu „Penthouse”. W listopadzie 2009 Presley podpisała kontrakt z Adam and Eve Pictures jako ekskluzywną artystką, a jej pierwszym filmem był Bree & Teagan, występując z Bree Olson.
Na początku 2009 roku Presley i jej chłopak Josh Lehman założyli własne studio o nazwie SkinWorxxx, wraz z ich pierwszą produkcją pod tytułem The Search for Sun Goddess XXX. W 2010 została nazwana przez magazyn „Maxim” jako jedna z 12 najlepszych kobiet w porno.
W kwietniu 2007 poślubiła aktora porno Tylera Wooda. Jednak doszło do rozwodu. Urodziła dwie córki: Jordan (ur. w listopadzie 2005) i młodszą (ur. w maju 2007). W kwietniu 2010 roku wyszła za mąż za producenta filmów porno Josha Lehmana.
Wystąpiła w filmach dokumentalnych, w tym Undivided: The Preston and Steve Experience (2011), Aroused (2013) i By Any Means Necessary (2015).
Zrezygnowała z występów w 2013. Powróciła 19 listopada 2017 roku ze sceną dla Brazzers Network.

## Nagrody
| Rok  | Nagroda                              | Kategoria                              | Film                      | Inni wykonawcy                           |
| ---- | ------------------------------------ | -------------------------------------- | ------------------------- | ---------------------------------------- |
| 2004 | Rog Reviews Critic's Choice Award    | Najlepsza debiutantka                  | –                         | –                                        |
| 2004 | CAVR Award                           | Najlepsza gwiazdka roku                | –                         | –                                        |
| 2004 | F.O.X.E. Award                       | Jędza roku                             | –                         | –                                        |
| 2005 | XRCO Award                           | Najlepsza gwiazdka roku                | –                         | –                                        |
| 2005 | XRCO Award                           | Teen Cream Dream                       | –                         | –                                        |
| 2005 | XRCO Award                           | Najlepsza scena seksu triolizm         | Flesh Hunter 7 (2004)     | Mark Ashley i Alberto Rey                |
| 2005 | Adam Film World Guide Award –        | Najlepsza nowa gwiazdkat               | –                         | –                                        |
| 2007 | F.A.M.E. Awards                      | Ulubiony tyłek                         | –                         | –                                        |
| 2008 | NightMoves Adult Entertainment Award | Najlepsza tancerka wg redakcji         | –                         | –                                        |
| 2009 | AVN Award                            | Najlepsza scena seksu solo             | Not Bewitched XXX (2008)  | –                                        |
| 2009 | F.A.M.E. Award                       | Ulubiony tyłek                         | –                         | –                                        |
| 2009 | Exotic Dancer Award                  | Filmowa wykonawczyni dla dorosłym roku | –                         | –                                        |
| 2009 | NightMoves Adult Entertainment Award | Najlepsza tancerka                     | –                         | –                                        |
| 2010 | F.A.M.E. Award                       | Najgorętsze ciało                      | –                         | –                                        |
| 2010 | AVN Award                            | Najlepsza scena seksu samych dziewczyn | Deviance (2009)           | Eva Angelina, Sunny Leone i Alexis Texas |
| 2010 | AVN Award                            | Najlepsza scena seksu solo             | Not the Bradys XXX (2009) | –                                        |
| 2010 | XBIZ Award                           | Wykonawczyni porno roku wg redakcji    | –                         | –                                        |
| 2016 | AVN Award                            | AVN Hall of Fame                       | –                         | –                                        |